# James Bickford
James John „Jim” Bickford Jr. (ur. 2 listopada 1912 w Lake Placid, zm. 3 października 1989 w Rainbow Lake) – amerykański bobsleista, brązowy medalista igrzysk olimpijskich i trzykrotny medalista mistrzostw świata.

## Kariera
Pierwszy sukces w karierze James Bickford osiągnął w 1937 roku, kiedy wraz z kolegami z reprezentacji wywalczył brązowy medal w czwórkach podczas mistrzostw świata w Sankt Moritz. Kolejny sukces osiągnął po zakończeniu II wojny światowej, wspólnie z Thomasem Hicksem, Donaldem Dupree i Williamem Dupree zdobywając brązowy medal na igrzyskach olimpijskich w Sankt Moritz. Na rozgrywanych rok później mistrzostwach świata w Lake Placid reprezentacja USA w składzie: James Bickford, Henry Sterns, Pat Buckley i Donald Dupree zdobyła srebro w rywalizacji czwórek. Ostatni medal zdobył podczas mistrzostw świata w Cortina d’Ampezzo w 1954 roku, gdzie w parze z Stanleyem Benhamem zajął trzecie miejsce w dwójkach. Bickford startował także na igrzyskach w Garmisch-Partenkirchen (1936), igrzyskach w Oslo (1952) i igrzyskach w Cortina d’Ampezzo (1956), najlepszy wynik uzyskując w pierwszej z tych imprez, gdzie był szósty w czwórkach. Po zakończeniu kariery pracował jako leśniczy w Lake Placid.